# 利雅得·赛义夫
利雅得·赛义夫（阿拉伯语：رياض سيف，1946年11月25日—）是叙利亚政治异见人士、商人、全国对话论坛建立者。1994年和1998年，赛义夫当选为叙利亚国会的议员，他在叙利亚有阿迪达斯商业。

## 生平
1964年，赛义夫出生在叙利亚大马士革。1963年，赛义夫当了一名衬衫制造者。1993年，他在叙利亚建立了阿迪达斯分公司，并且得到了阿迪达斯总公司的授权。
2000年6月，叙利亚总统哈菲兹·阿萨德去世，赛义夫在叙利亚组建了“前沿知识分子独立的声音”，开始探索和讨论叙利亚未来政治方向，这个活动每周星期三晚上在赛义夫的卧室举行，后来演变为全国对话论坛，“讨论人权、多元化、新闻和学术自由，以及如何建立一个公民社会”，几次活动之后，叙利亚大马士革之春爆发了。
2001年1月，赛义夫打算建立新党派参加竞选，在此期间，他公开质疑前总统哈菲兹·阿萨德的妻子安妮萨·马克鲁夫垄断国家移动电话产业。赛义夫在叙利亚议会公布了安妮萨的腐败丑闻，呼吁国家对其进行调查。2001年9月5日，全国对话论坛有数百人加入，赛义夫当场被逮捕，罪名是“通过非法手段试图修改宪法和颠覆国家政权”，2006年1月，赛义夫被判处5年的监禁。赛义夫入狱之后，其家人禁止和任何外国人来往、接受采访，而他的公司也突然破产。
国际特赦组织报告指出，赛义夫出狱之后，依然受到巴沙尔·阿萨德政府的骚扰和虐待，2007年8月下旬，赛义夫因前列腺病要求出国治疗，被叙利亚政府拒绝，但是叙利亚没有完善的医疗技术治疗他的病情。
2008年年初，赛义夫再度被以“颠覆国家政权罪”逮捕和监禁，原因是他参与了写作《大马士革宣言》，他和其他《大马士革宣言》写作和签署人一起被羁押在监狱。
2011年5月6日，赛义夫在大马士革被捕，2012年11月11日，赛义夫被选举为叙利亚反对派和革命力量全国联盟领导人之一。

## 奖项
| 年份 | 奖项         | 是否得奖 | 备注  |
| ---- | ------------ | -------- | ----- |
| 2003 | 魏玛市人权奖 | 獲獎     | [ 1 ] |